# هاينز باور
هاينز باور (بالألمانية: Heinz Bauer)‏ هو رياضياتي ألماني، ولد في 31 يناير 1928 في نورنبرغ في ألمانيا، وتوفي في 15 أغسطس 2002 في إرلنغن في ألمانيا.